# Deontostoma anchorilobatum
Deontostoma anchorilobatum is een rondwormensoort uit de familie van de Leptosomatidae.